# 10 Years of Westlife - Live at Croke Park Stadium
10 Years of Westlife - Live at Croke Park Stadium é o sexto DVD ao vivo do grupo irlandês Westlife, lançado em 24 de novembro de 2008. O DVD incluí os maiores sucessos do grupo mais as covers de outros artistas como Justin Timberlake e Jackson 5.

## Faixas
- Os artistas originais das músicas estão entre parênteses.

1. "Hit You With the Real Thing"
2. "World of Our Own"
3. "Something Right"
4. "What Makes a Man"
5. "Uptown Girl"
6. "The Easy Way"
7. "If I Let You Go"
8. "Mandy" (Barry Manilow)
9. "Sexyback" */Blame It on The Boogie * (Justin Timberlake/Jackson 5)
10. "Get Down On It" * (Kool & The Gang)
11. "I'm Your Man" * (Wham!)
12. "Let Me Entertain You" * (Robbie Williams)
13. "I'm Already There" (Lonestar)
14. "Unbreakable"
15. "Queen of My Heart"
16. "Fool Again"
17. "Catch My Breath"
18. "Home" (Michael Bublé)
19. "Us Against the World"
20. "Swear It Again"
21. "Flying Without Wings"
22. "When You're Looking Like That"
23. "My Heart Will Go On" */"You Raise Me Up" (Celine Dion/Secret Garden)
24. Bonus - The Road Home Documentary (documentário)
25. Bonus - Top 10 Westlife Videos as Voted By Fans – Tracklisting (top 10 dos vídeos do grupo votado pelos fãs)

(*) Seis canções do DVD são covers que o Westlife cantou somente ao vivo sem gravar em um álbum.

## Informações
- Região: ALL (Todas)
- Sistema de vídeo: PAL
- Idioma: Inglês
- Número de discos: 1
- Número do catálogo: 88697389499
- Formato de Som: Dolby Digital 5.1 Stereo
- Aspecto de proporção: 16:9, Widescreen 4:3, Full Screen (Tela Cheia)

## Paradas
| Parada        | Posição mais alta |
| ------------- | ----------------- |
| Hong Kong     | 1                 |
| Irlanda       | 1                 |
| Holanda       | 14                |
| Nova Zelândia | 1                 |
| África do Sul | 1                 |
| Suécia        | 10                |
| Reino Unido   | 1                 |

## Histórico de lançamento
| Região           | Data                   | Selo      | Nº de catálogo |
| ---------------- | ---------------------- | --------- | -------------- |
| Austrália        | 22 de novembro de 2008 | Sony BMG  | 88697389499    |
| República Tcheca | 24 de novembro de 2008 | Sony BMG  |                |
| Dinamarca        | 25 de novembro de 2008 | Sony BMG  |                |
| Alemanha         | 21 de novembro de 2008 | Sony BMG  | 88697389499    |
| Hong Kong        | 24 de novembro de 2008 | Sony BMG  | 88697391949    |
| Irlanda          | 22 de novembro de 2008 | Syco, RCA |                |
| Japão            | 12 de dezembro de 2008 | Sony BMG  |                |
| Noruega          | 26 de novembro de 2008 | Sony BMG  | 88697389499    |
| Filipinas        | 24 de novembro de 2008 | Sony BMG  | 88697391949    |
| Eslováquia       | 24 de novembro de 2008 | Sony BMG  |                |
| África do Sul    | 21 de novembro de 2008 | Sony BMG  | 88697389499    |
| Suécia           | 26 de novembro de 2008 | Sony BMG  | 88697389499    |
| Suíça            | 21 de novembro de 2008 | Sony BMG  | 88697389499    |
| Reino Unido      | 24 de novembro de 2008 | Syco, RCA | 88697389499    |